# Hans Knappertsbusch
Hans Knappertsbusch (12. března 1888 Elberfeld (dnes Wuppertal) – 25. října 1965 Mnichov) byl německý dirigent.

## Život
Narodil se v německém Elberfeldu (dnes část města Wuppertal). Studoval filosofii na Univerzitě v Bonnu a dirigování u Fritze Steinbacha, pak několik let asistoval v Bayreuthu dirigentům Siegfriedovi Wagnerovi a Hansu Richterovi. Začátek jeho kariéry je spojen s dirigentským působením v Elberfeldu (1913-1918), Lipsku (1918-1919) a Dessau (1919-1922). Později nahradil Bruna Waltera, po jeho odchodu z Mnichova do New Yorku, coby doživotní umělecký ředitel Bavorského státního orchestru a Bavorské státní opery.
Nástup nacismu v Německu pro něj znamenal kariérní problémy. Nejdřív odmítl vstoupit do nacistické strany, pak si na sebe přivodil hněv Josepha Goebbelsa, když se u německého vyslance v Nizozemsku informoval, zda také vstoupil do NSDAP z kariérních důvodů. Výsledkem bylo zrušení jeho mnichovského angažmá – o jeho propuštění rozhodl sám Hitler. V roce 1936 jej anglický dirigent Thomas Beecham pozval dirigovat do Covent Garden, ale nebylo mu umožněno opustit Německo. Koncem 30. let 20. století odešel dirigovat k Vídeňské státní opeře, ignoruje nacistickou politiku, zakazující německým umělcům působit v Rakousku. Ve stejné době se stal jedním z prvních umělců na Salcburském festivalu. Knappertsbusch pokračoval v jeho vídeňském a salcburském působení i během německé okupace Rakouska.
Po skončení druhé světové války se vrátil do Mnichova, ale zůstal působit jako hostující dirigent ve Vídni a nadále vystupoval na festivalu v Bayreuthu. Byl jedním z nejoblíbenějších dirigentů Vídeňských firharmoniků, kterých vedl ve Vídni, Salcburku a na zahraničních turné, ačkoli jen zřídka opouštěl německy mluvící země. Neměl rád dlouhé hudební zkoušky, proto byl někdy považován za lenivého. Uměl dirigovat velmi pomalu, s důrazem na krásu a důstojnost, při zachování živosti díla. Zemřel v roce 1965 v Mnichově.
Mnoho jeho nahrávek, včetně jeho historických stereo nahrávek pro společnost Decca, bylo znovu vydáno na kompaktních discích. Společnost v roce 1951 odešla do Bayreuthu nahrát Parsifala, ale nakonec se souhlasem Wielanda Wagnera a samotného Knappertsbuscha experimentálně zaznamenala také cyklus Prsten Nibelungův. Odpovědný zástupce firmy Decca, John Culshaw, byl prvními třemi kusy operní tetralogie zklamán, ale poslední částí, Soumrakem bohů (Götterdämmerung) byl, naopak, nadšen a nahrávku připravil k vydání, ačkoli jí společnost nakonec nevydala. Knappertsbuschova provedení Wagnerova Parsifala z let 1951 a 1962 jsou vysoce ceněny. V roce 1955 pořídil také Bavorský rozhlas další nahrávku Parsifala, zatím ale nebyla vydána.

## Vyznamenání
- komtur Řádu svatého Jakuba od meče (Portugalsko, 24. května 1944)[9]
- Bavorský řád za zásluhy (Bavorsko, 20. července 1958)[10]
- Čestný odznak Za vědu a umění (Rakousko, 1963)